# Сан Нуло
Сан Нуло је насеље у Италији у округу Катанија, региону Сицилија.
Према процени из 2011. у насељу је живело 363 становника. Насеље се налази на надморској висини од 184 м.